# Севани, Адам Джи
Адам Джи Севани (англ. Adam G. Sevani, при рождении Адам Манучарян (англ. Adam Manucharian); род. 29 июня 1992 года, Лос-Анджелес, Калифорния, США) — американский танцор и актёр, известный по роли Роберта «Лося» Александра III в фильмах «Шаг вперёд 2: Улицы», «Шаг вперёд 3D», «Шаг вперёд 4: Революция» и «Шаг вперёд 5: Всё или ничего».

## Биография
Адам Севани имеет армянские и итальянские корни. Мать Адама — музыкант, его отец — профессиональный танцор и хореограф. Его старший брат Vahe «V» Sevani (Ви Севани), был членом бой-бэнда NLT. Адам переехал в Лос-Анджелес, Калифорния, и начал танцевать с раннего возраста в Synthesis Dance Center, танцевальную студию основали его родители.

## Карьера
В 2004 и 2005 Адам снялся в рекламе детской одежды JC Penney с актрисой и танцовщицей Элисон Стоунер. Севани пел в группе FlyKidz на радиостанции CBS. Кроме того, он танцевал на концертах для карнавала со своим будущим партнером по фильму «Шаг вперёд 2: Улицы» Робертом Хоффманом.
Но прорывом в его карьере стала роль Роберта Александра III («Лося») в фильме «Шаг вперёд 2: Улицы». Премьера фильма состоялась 14 февраля 2008. The New York Times похвалили Адама, сказав: «необычайный танцор, который может быть самым крутым ботаником в истории кино (preternaturally confident dancer who might be the baddest nerd in movie history)». Кроме того, в 2008 году он получил премию Young Hollywood Award 'Best Scene Stealer' за его роль Лося. Севани повторил эту роль в продолжении фильма — «Шаг вперед 3D». Премьера фильма состоялась 12 августа 2010 года. В фильме его партнершей была Элисон Стоунер в роли Камиллы. В 2012 году вышел фильм «Шаг вперёд: Революция», в котором в финальном танце появился Лось, роль которого исполнял всё также Адам. В 2014 он снова вернулся к роли Лося в фильме Шаг вперёд: Всё или ничего.
В 2012 году вышел фильм «Лето. Одноклассники. Любовь» — американская версия французского фильма, в котором Адам снялся во второстепенной роли.

## Танцы
Севани появился в клипах таких как: Mase «Breathe, Stretch, Shake», Will Smith «Switch», T-Pain «Church», Missy Elliott «I’m Really Hot» and NLT «That Girl». Он также поставил танец для клипа NLT «Карма». Адам снял ремейк к клипу Майкла Джексона «Thriller». Адам был резервным подтанцовщиком у Кевина Федерлайна на Teen Choice Awards в 2006 году. В 2008 году Адам вместе с Джоном Чу создал танцевальную команду известную как ACDC, или Adam/Chu Dance Crew. Их команда получила широкую огласку на YouTube в видео батле с Майли Сайрус.

## Фильмография
| Год  |   | Русское название            | Оригинальное название | Роль                        |
| ---- | - | --------------------------- | --------------------- | --------------------------- |
| 2008 | ф | Шаг вперёд 2: Улицы         | Step Up 2 the Streets | Роберт Александр III «Лось» |
| 2010 | ф | Шаг вперёд 3D               | Step Up 3D            | Роберт Александр III «Лось» |
| 2012 | ф | Шаг вперёд 4                | Step Up Revolution    | Роберт Александр III «Лось» |
| 2012 | ф | Лето. Одноклассники. Любовь | LOL                   | Уэн                         |
| 2012 | ф | В первый раз                | The First Time        | парень из машины            |
| 2014 | ф | Шаг вперёд: Всё или ничего  | Step Up: All In       | Роберт Александр III «Лось» |